# Геза I
Геза I (на унгарски: I. Géza), наричан Геза Велики е крал на Унгария (1074 – 1077) от династията на Арпадите.

## Живот
Син е на крал Бела I и на полската принцеса Рикса. Управлението му се свързва с безредици в държавата. Въпреки това, той постига известни военни успехи в Хърватия.
Геза I се жени два пъти – ок. 1062 г. за графиня София фон Лооц († 1065), дъщеря на графа на Лимбург, и ок. 1065 г. за византийската принцеса Синадина († сл. 1077), племенница на византийския император Никифор III Вотаниат. Негови синове са крал Калман и принц Алмош. Наследен е от брат си Ласло Свети.